# Rebelj
Rebelj (cyr. Ребељ) – wieś w Serbii, w okręgu kolubarskim, w mieście Valjevo. W 2011 roku liczyła 100 mieszkańców.